# Greg Germain
Ne doit pas être confondu avec Greg Germann.
Pour les articles homonymes, voir Germain.
Greg Germain est un acteur, metteur en scène et directeur de théâtre français né le 21 décembre 1947 à Pointe-à-Pitre.
Il est principalement connu du grand public pour son rôle du Dr Alpha dans la série télévisée Médecins de nuit. Il pratique également le doublage, étant notamment la voix régulière de Will Smith.
Il exerce la présidence d'Avignon Festival & Compagnies qui gère le Festival Off d'Avignon, de 2009 à 2016.

## Biographie
Greg Germain (Gilbert Germain) est né le 21 décembre 1947 à Pointe-à-Pitre, en Guadeloupe. À l'âge de 17 ans, il est repéré dans une rue de Paris par Jean-Christophe Averty qui lui propose de faire une apparition dans le téléfilm qu'il réalise, Les Verts Pâturages. Peu de temps après, il fait ses débuts au théâtre dans la pièce Fête à Harlem (1964), mise en scène par Melvin Van Peebles. En 1967, sa rencontre avec Antoine Bourseiller marque un premier tournant dans sa carrière de comédien. La pièce Le Métro fantôme, qu'il met en scène et dans laquelle joue Greg Germain pousse celui-ci à se lancer définitivement dans une carrière artistique. Dans les années 1970-80, la série télé Médecins de nuit, dans laquelle il interprète le Dr Alpha, lui donne une célébrité sans précédent pour un artiste noir français.
En 1992, il fonde CINÉDOM+, association regroupant de nombreux artistes de la diaspora d’outre-mer dont il est le président. Un de ses combats fut de trouver un espace d’expression artistique où l’Outre-Mer, l’Afrique et la diaspora trouveraient leurs places d’artistes en brisant les stéréotypes d’une création fantasmée. Il est ainsi engagé dans une démarche qui prône l’égalité artistique, la richesse et la pluralité des cultures françaises. En 1997, alors qu'il joue Vendredi Crusoé (adaptation qu’il a faite de Pantomime de Derek Walcott) au Festival d'Avignon, il rencontre Marie-Josée Roig, maire de la ville, avec qui il visite la Chapelle du Verbe Incarné, une ancienne chapelle désaffectée. L’année suivante, année du 150e anniversaire de l’Abolition de l'esclavage, la première édition des TOMA (Théâtres d'Outre-mer à Avignon) y sera donnée. Depuis 25 ans, il en est le directeur artistique.
En mai 2009, Greg Germain incarne Colin Powell aux Théâtre Nanterre-Amandiers dans la version française de Stuff Happens, une pièce de théâtre du dramaturge anglais David Hare, dans une mise en scène de William Nadylam et Bruno Freyssinet.

### Vie privée
Il est père de 3 enfants : Gunther, Gregor et Noémie.

## Théâtre
- 1967 : Le Métro fantôme de LeRoi Jones, mise en scène Antoine Bourseiller, Festival d'Avignon
- 1967 : Le Roi Faim de Leonid Andreïev, mise en scène Pierre Debauche, Théâtre Récamier
- 1968 : Le Roi Faim de Leonid Andreïev, mise en scène Pierre Debauche, Maison de la Culture du Havre
- 1971 : Le Misanthrope de Molière, mise en scène Antoine Bourseiller, Théâtre du Gymnase, Théâtre de l'Odéon
- 1971 : Un songe pour une nuit d'été de Michel de Ré, mise en scène de l'auteur, Festival de Vaison-la-Romaine
- 1972 : Le Métro fantôme de LeRoi Jones, mise en scène Antoine Bourseiller
- 1972 : L'Ami des nègres de George Tabori, mise en scène Robert W. Goldsby, Théâtre du Gymnase
- 1973 : L'Ami des nègres de George Tabori, mise en scène Robert W. Goldsby, Théâtre Récamier
- 1974 : L'Ami des nègres de George Tabori, mise en scène Robert W. Goldsby, Théâtre du Midi
- 1974 : Le Métro fantôme de LeRoi Jones, mise en scène Antoine Bourseiller, Théâtre du Midi
- 1975 : Le Balcon de Jean Genet, mise en scène Antoine Bourseiller, Théâtre du Gymnase
- 1975 : Barbe-bleue et son fils imberbe de Jean-Pierre Bisson, mise en scène de l'auteur, Théâtre de Nice
- 1976 : Barbe-bleue et son fils imberbe de Jean-Pierre Bisson, mise en scène de l'auteur, Théâtre Récamier
- 2009 : Stuff Happens de David Hare, mise en scène Bruno Freyssinet et William Nadylam, Théâtre Nanterre-Amandiers
- 2010 : Stuff Happens de David Hare, mise en scène Bruno Freyssinet et William Nadylam, TNP Villeurbanne
- 2010 : Impempe Yomlingo (La Flûte Enchantée) de Mozart, mise en scène Mark Dornford-May, Théâtre du Châtelet
- 2014: La créolisation, une vision moderne des mondes, Éditions Universitaires d'Avignon, collection Entre-Vues,  (ISBN 9782357680081), 2014

## Filmographie

### Cinéma

#### Longs métrages
- 1969 : Bye bye, Barbara de Michel Deville : patron du bar
- 1972 : What a Flash ! de Jean-Michel Barjol : lui-même
- 1973 : Soleil Ô de Med Hondo
- 1974 : Borsalino & Co de Jacques Deray : le « Nègre »
- 1977 : Good-bye, Emmanuelle (Emmanuelle 3) de François Leterrier : Benjamin
- 1978 : Sale rêveur de Jean-Marie Périer : César
- 1978 : Violette Nozière de Claude Chabrol : le musicien de jazz (crédité Grégory Germain)
- 1979 : Coco la Fleur, candidat de Christian Lara : Gaston Monbin
- 1980 : Chap'la de Christian Lara : Harry Caine
- 1980 : Mamito de Christian Lara : Denis
- 1981 : Une affaire d'hommes de Nicolas Ribowski : Dji, le peintre
- 1981 : La Revanche de Pierre Lary : Bastiani, un inspecteur de police
- 1986 : Faubourg Saint-Martin de Jean-Claude Guiguet : l'antillais
- 1997 : Rien ne va plus de Claude Chabrol : l'homme bavard
- 2000 : Antilles sur Seine de Pascal Légitimus : Trumel
- 2003 : Mais qui a tué Pamela Rose ? d'Éric Lartigau : l'agent Johnson
- 2009 : Safari d'Olivier Baroux : Bako

### Télévision

#### Téléfilm
- 1985 : Le Réveillon de Daniel Losset : Joseph

#### Séries télévisées
- 1975 : Les Enquêtes du commissaire Maigret (série télévisée), épisode La Guinguette à deux sous de René Lucot
- 1978-1986 : Médecins de nuit : Dr Alpha
- 1981 : Noires sont les galaxies
- 1982 : Madame S.O.S. : Hyacinthe, avec Annie Cordy
- 1983 : L'Homme de la nuit de Juan Luis Buñuel : Ali
- 1989-1991 : Panique aux Caraïbes : Greg
- 2000 : H : Désiré Césaire, le père d'Aymé
- 2001 : Louis la Brocante
- 2013-2019 : Cherif : Jean-Paul Doucet
- 2023 : Meurtres en Guadeloupe : Horace Magloire

## Doublage

### Cinéma

#### Films
- Will Smith[5],[6] dans (21 films) :
  - Men in Black (1997) : Agent J
  - Ennemi d'État (1998) : Robert Clayton Dean
  - Men in Black 2 (2002) : Agent J
  - Bad Boys 2 (2003) : l'inspecteur Mike Lowrey
  - I, Robot (2004) : Del Spooner
  - Hitch, expert en séduction (2005) : Alex « Hitch » Hitchens
  - À la recherche du bonheur (2006) : Chris Gardner
  - Hancock (2008) : John Hancock
  - Sept vies (2008) : Tim Thomas
  - Men in Black 3 (2012) : Agent J
  - After Earth (2013) : Cypher Raige
  - Légendes vivantes (2013) : Jeff Bollington, le présentateur des actualités d'ESPN
  - Un amour d'hiver (2014) : le juge
  - Diversion (2015) : Nicky Spurgeon
  - Suicide Squad (2016) : Floyd Lawton / Deadshot
  - Beauté cachée (2016) : Howard Inlet
  - Bright (2017) : Daryl Ward
  - Bad Boys for Life (2020) : le lieutenant Mike Lowrey
  - La Méthode Williams (2021) : Richard Williams
  - Emancipation (2022) : Peter
  - Bad Boys: Ride or Die (2024) : le lieutenant Mike Lowrey

- Dorian Harewood dans :
  - Le Jeu du faucon (1985) : Gene
  - Full Metal Jacket (1987) : Black Boule / Eightball
  - Fenêtre sur Pacifique (1990) : Dennis Reed

- Michael Winslow dans :
  - Police Academy 3 (1986) : le sergent Larvell Jones
  - Police Academy 4 (1987) : le sergent Larvell Jones
  - La Folle Histoire de l'espace (1987) : le technicien radar

- Ron Canada dans :
  - Le Président et Miss Wade (1995) : Lloyd
  - Traqué (2003) : Van Zandt

- 1970[n 1] : WUSA : le travesti noir[Qui ?]
- 1972 : Meurtres dans la 110e Rue : Joe Logart (Ed Bernard)
- 1973 : Vivre et laisser mourir : le serveur (Dan Jackson)
- 1976 : Car Wash : Geronimo (Ray Vitte)
- 1978 : La Cage aux folles : Jacob (Benny Luke)
- 1978[n 2] : The Wiz : Tinman (Nipsey Russell)
- 1980 : The Blues Brothers : Willie Hall (Lui-même)
- 1980[7] : Une nuit folle, folle : Gerber (Keny Long)
- 1984 : Gremlins : Roy Hanson (Glynn Turman)
- 1984 : A Soldier's Story : le caporal Ellis (Robert Townsend)
- 1985 : Le Justicier de Miami : Nestor (Castulo Guerra)
- 1985 : Profession: Génie : Carter (John Shepherd Reid)
- 1985 : D.A.R.Y.L. : Joe, l'ophtalmo (Joseph Reed) (1er doublage)
- 1985 : Ouragan sur l'eau plate : Garfield (Chris Tummings)
- 1987 : Les Dents de la mer 4 : Jake (Mario Van Peebles)
- 1988 : Gorilles dans la brume : Mukara (Waigwa Wachira)
- 1988 : Action Jackson : Capitaine Armbruster (Bill Duke)
- 1988 : Piège de cristal : Little Johnson (Grand L. Bush)
- 1989 : Randonnée pour un tueur : Warren Statin (Sidney Poitier)
- 1990 : Présumé Innocent : Leon Wells (Leland Gantt)
- 1992 : Reservoir Dogs : Holdaway (Randy Brooks)
- 1992 : Storyville : Nathan LaFleur (Michael Warren)
- 1994 : Speed : le capitaine McMahon (Joe Morton)
- 1994 : Pulp Fiction : Paul (Paul Calderon)
- 1995 : Kiss of Death : Calvin Hart (Samuel L. Jackson)
- 1995 : Heat : Albert Torena (Ricky Harris)
- 1996 : Spoof Movie : l'ancien (Antonio Fargas)
- 1997 : Rien à perdre : Charlie Dunt (Giancarlo Esposito)
- 1999 : Accords et Désaccords : lui-même (Ben Duncan)
- 1999 : Fantasia 2000 : lui-même (Quincy Jones)
- 1999 : L'Enfer du dimanche : le maire Tyrone Smalls (Clifton Davis)
- 2002 : La Rançon de la haine : Garrick Jones (Ving Rhames)
- 2002 : Beat Battle : Dr Aaron Lee (Orlando Jones)
- 2002 : John Q : John Quincy Archibald (Denzel Washington)
- 2004 : Les Maîtres du jeu : Larry Jennings (Jamie Foxx)
- 2004 : Ladykillers : le shérif Wyner (George Wallace)
- 2005 : Domino : Claremont (Delroy Lindo)
- 2008 : W. : L'Improbable Président : Colin Powell (Jeffrey Wright)
- 2009 : 2012 : le président Thomas Wilson (Danny Glover)
- 2010 : Légion : Percy Walker (Charles S. Dutton)
- 2013 : Django Unchained : Big Fred (Escalante Lundy) et Rodney (Sammi Rotibi)
- 2015 : The Walk : Rêver plus haut : voix additionnelles
- 2020 : Da 5 Bloods : Otis (Clarke Peters)
- 2021 : Hitman and Bodyguard 2 : Michael Bryce Sr. (Morgan Freeman)
- 2021 : Billie Holiday, une affaire d'État : Louis McKay (Rob Morgan)
- 2021 : Qui es-tu, Charlie Brown ? : lui-même (Al Roker) (voix, film documentaire)
- 2025 : Captain America: Brave New World : Isaiah Bradley (Carl Lumbly)
- 2025 : Novocaine : Earl (Lou Beatty Jr.)

### Télévision

#### Téléfilms
- 1993 : Le Berceau vide : inspecteur Knoll (Eriq La Salle)
- 1997 : La Seconde Guerre de Sécession : Steven Kingsley (Anthony Lee)

#### Séries télévisées
- Will Smith dans :
  - Le Prince de Bel-Air (1990-1996) : William « Will » Smith
  - Le Droit d'être américain : Histoire d'un combat (2021) : lui-même (documentaire)

- James Pickens Jr. dans :
  - Beverly Hills 90210 (1991-1992) : Henry Thomas
  - Preuve à l'appui (2002) : l'agent Hawkins

- Miguel A. Núñez, Jr. dans :
  - Jane et Tarzan (2003) : l'inspecteur Sam Sullivan
  - Joey (2005-2006) : Zach

- 1977-1987 : La croisière s'amuse : Isaac Washington (Ted Lange) (en alternance avec Philippe Ogouz)
- 1981-1987 : Capitaine Furillo : Robert « Bobby » Hill (Michael Warren)
- 1983 : Manimal : Tyrone « Ty » Earl (Glynn Turman (1er épisode) puis Michael D. Roberts)
- 1983-1987 : Ricky ou la Belle Vie : Dexter Stuffins (Franklyn Seales)
- 1983-1988 : Hôtel : Billy Griffin (Nathan Cook)
- 1984 : Starsky et Hutch : Connie (Akili Jones) (saison 1, épisode 10)
- 1984-1985 : Dynastie : Brady Lloyd (Billy Dee Williams)
- 1989 : Alf : FBI #1 (David Alan Grier)
- 1991 : Les Contes de la crypte : Snaz (Dan Martin)
- 1992-1994 : Tarzan : Jack Benton (Errol Slue)
- 1994-2007 / 2006 : Urgences : Timmy Rawlins (Glenn Plummer) et Paul Gillaim (Lamont Thompson)
- 1995 : X-Files : Aux frontières du réel : l'inspecteur Barron (Nathaniel DeVeaux)
- 1997-1998 : Oz : Augustus Hill (Harold Perrineau Jr.) (saisons 1 et 2)
- 1998 : Le Damné : le père Cletus Horn (Albert Hall)
- 1999 : JAG : Charlie Lynch (Erik Dellums)
- 2000-2001 : Les Associées : Ricky Guzman (Luis Antonio Ramos)
- 2002 : Boston Public : Lester Lipschultz (Tony Todd)
- 2002 : La Treizième Dimension : John Woodrell (Hill Harper)
- 2002 / 2003 : Boomtown : M. Lafontaine (Damien Leake) / Carl Bouchard (Tom Wright)
- 2002-2019 : Dead Zone : Bruce Lewis (John L. Adams)
- 2003 : Absolutely Fabulous : John Johnston (Felix Dexter)
- 2019-2021 : Godfather of Harlem : Cecil Bradley (Rony Clanton) (7 épisodes)
- 2021 : Falcon et le Soldat de l'hiver : Isaiah Bradley (Carl Lumbly) (mini-série)
- 2021-2023 : Truth Be Told : Le Poison de la vérité : Leander Scoville (Ron Cephas Jones) (2e voix, saisons 2 et 3)
- 2025 : La Résidence : Rollie Bridgewater (Al Mitchell) (mini-série)

#### Séries d'animation
- 1982 : Tom Sawyer : Maurice
- 1987 : SOS Fantômes : Winston Zeddemore
- 1987 : Les Bioniques : JD
- 1988 : Les Fables d'Esope : voix diverses
- 1990 : Sophie et Virginie : Dumari
- 1991 : Les Aventures de Huckleberry Finn : Jim
- 1994 : Le Maître des Bots : Jammerzz
- 1998 : Men in Black : l'agent J
- 2002 : Les Petits Fantômes : Mr McCookie

### Jeu vidéo
- 2005 : Fahrenheit:Indigo Prophecy : Tyler Miles

### Voix off

#### Documentaire
- 2018 : One Strange Rock : lui-même (Will Smith)
- 2021 : Pelé : lui-même (Pelé)